# Sangue Latino
"Sangue Latino" é uma canção escrita por João Ricardo e Paulinho Mendonça, lançada no primeiro álbum de 1973 do Secos & Molhados. A canção foi escolhida pela revista Rolling Stone Brasil como a quadragésima Maior Música Brasileira de todos os tempos.

## Canção
A música começa com um toque de baixo memoravel, tocado por Willy Verdaguer. Sua letra alude à "condição latino-americana, os 'descaminhos' dos povos desse continente, bem como a sua capacidade de resistir", e é vista como uma intenção do grupo de conciliar o engajamento estético da década de 60 com o clichê dos hits internacionais. Além de ser uma das mais famosas do grupo, foi uma das mais tocadas nas rádios da época, ao lado de "O Vira". Quando o disco foi lançado na Argentina e no México, foi realizada uma versão em espanhol chamada "Sangre Latina".
A música pode ser ouvida na sequência de abertura do seriado Magnífica 70, produzido pela HBO Brasil. 

## Outras versões
- Ney Matogrosso fez várias apresentações desta canção em sua carreira solo.
- Tito Madi regravou esta canção em seu disco Canção de Amor - A Fossa Vol. 4, lançado em 1974.[4]
- O grupo gaúcho de rock Nenhum de Nós regravou esta canção em seu quarto álbum de estúdio, Nenhum de Nós, lançado em 1992.[5]
- A cantora Renata Arruda também fez várias regravações desta canção em sua carreira, sendo a primeira em 1993, no álbum "Traficante de Ilusões".
- O ex-baixista do grupo Titãs, Nando Reis, regravou esta canção em carreira solo para o álbum Assim Assado - Tributo ao Secos e Molhados que comemorava os 30 anos do Secos e Molhados.[6]
- Na série Cidade Invisível, a atriz Jessica Cores que dá vida a personagem Camila/Iara dubla um cover da cantora Mariana Fróes no qual está disponível no Youtube e já ultrapassa 2 milhões de visualizações.